# Smash Court Tennis Pro Tournament 2
Smash Court Tennis Pro Tournament 2 es un videojuego de tenis desarrollado y distribuido por Namco disponible exclusivamente para PlayStation 2.

## Resumen
El juego tiene, entre otros, los modos Exhibición, Tutorial, Desafío y Arcade. Igualmente, el modo más destacado es el modo Circuito Profesional, que tiene una profundidad que hace a la carrera igual que a la vida real de un tenista. En él, se crea un tenista que empieza en el puesto 250 de las clasificaciones y debe llegar a lo más alto.
El juego fue un best-seller, por lo que tiene la calificación Platinum.

## Jugadores
Hombres
- Andy Roddick - Servicio potente
- Juan Carlos Ferrero - Derechazo
- Tim Henman - Saque y volea
- Lleyton Hewitt - Juega en fondo de pista
- James Blake - Buen golpe
- Marat Safin - Buen golpe
- Tommy Haas - Versátil
- Richard Gasquet - Versátil

Mujeres
- Justine Henin - Revés potente
- Lindsay Davenport - Golpes rápidos
- Kim Clijsters - Juega en fondo de pista
- Anna Kournikova - Versátil
- Serena Williams - Jugador potente
- Amélie Mauresmo - Buen golpe
- Jennifer Capriati - Juega en fondo de pista
- Daniela Hantuchová - Versátil

Desbloqueables
El juego tiene, además, cuatro jugadores desbloqueables, que son personajes famosos de juegos de Namco.
- Cassandra Alexandra - Saque y volea
- Ling Xiaoyu - Juega en fondo de pista
- Heihachi Mishima - Jugador potente
- Raphael Sorel - Golpes rápidos